# Grand Prix de Denain 2013
La 54e édition du Grand Prix de Denain a eu lieu le jeudi 11 avril 2013. Il s'agit de la sixième épreuve de la Coupe de France de cyclisme sur route 2013.

## Présentation

### Parcours
Le Grand Prix de Denain est une course pour sprinters réputée pour son manque de difficultés. Le point culminant du Grand Prix de Denain est situé à 70m d'altitude.

## Récit de la course

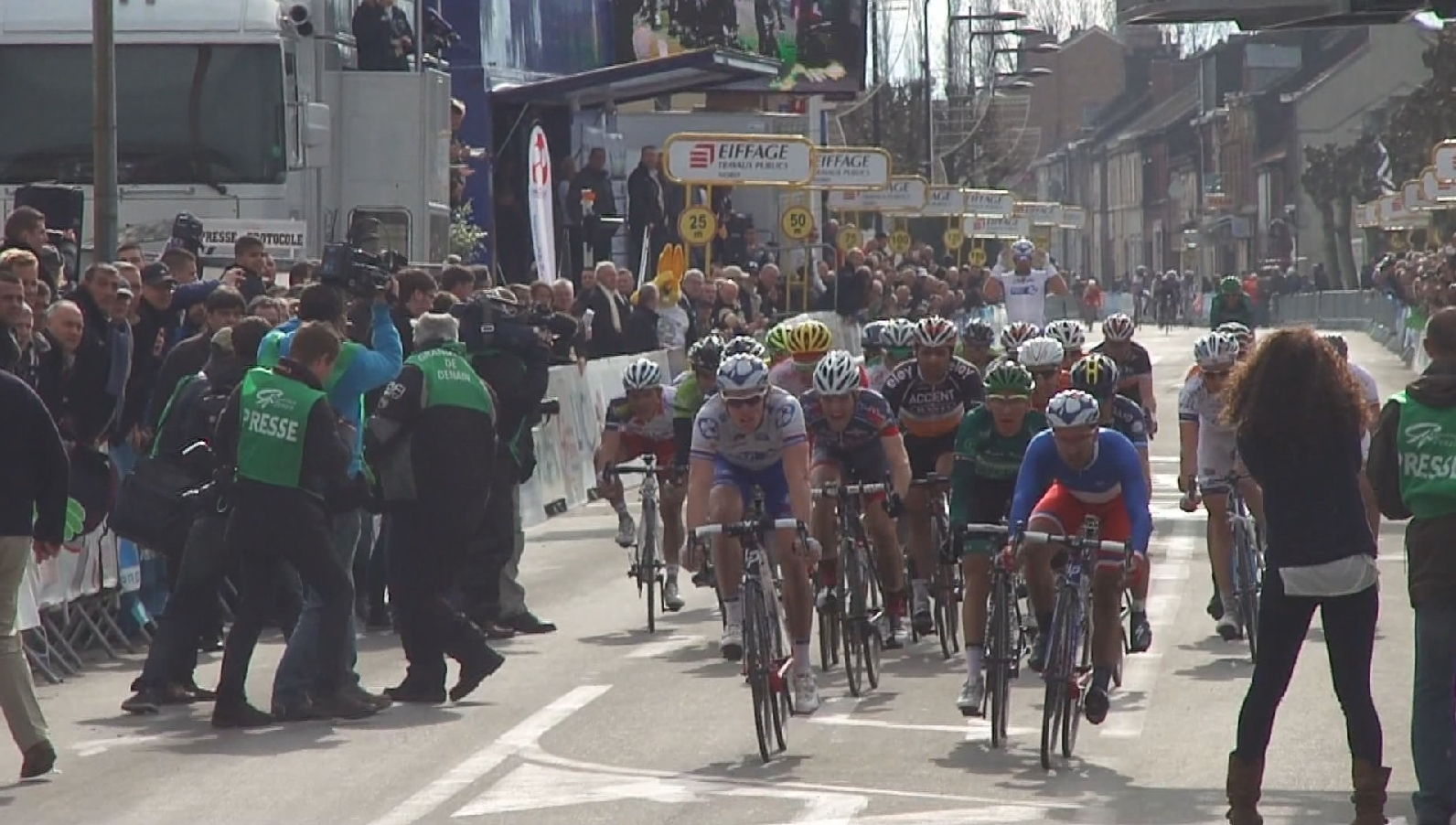
Arnaud Démare, Bryan Coquard et Nacer Bouhanni juste après qu'ils ont franchi la ligne d'arrivée.

### Équipes
| Nom de l'équipe   | Pays     | Code |
| ----------------- | -------- | ---- |
| AG2R La Mondiale  | France   | ALM  |
| Cannondale        | Italie   | CAN  |
| Euskaltel Euskadi | Espagne  | EUS  |
| FDJ               | France   | FDJ  |
| Saxo-Tinkoff      | Danemark | TST  |
| Vacansoleil-DCM   | Pays-Bas | VCD  |

| Nom de l'équipe         | Pays     | Code |
| ----------------------- | -------- | ---- |
| BigMat-Auber 93         | France   | BIG  |
| Colba-Superano Ham      | Belgique | CMD  |
| La Pomme Marseille      | France   | LPM  |
| Roubaix Lille Métropole | France   | RLM  |

| Nom de l'équipe              | Pays     | Code |
| ---------------------------- | -------- | ---- |
| Accent Jobs-Wanty            | Belgique | AJW  |
| Bretagne-Séché Environnement | France   | BSE  |
| Cofidis                      | France   | COF  |
| Crelan-Euphony               | Belgique | CRE  |
| Europcar                     | France   | EUC  |
| IAM                          | Suisse   | IAM  |
| Sojasun                      | France   | SOJ  |
| Topsport Vlaanderen-Baloise  | Belgique | TSV  |
| Vini Fantini-Selle Italia    | Italie   | VIN  |

## Classement final

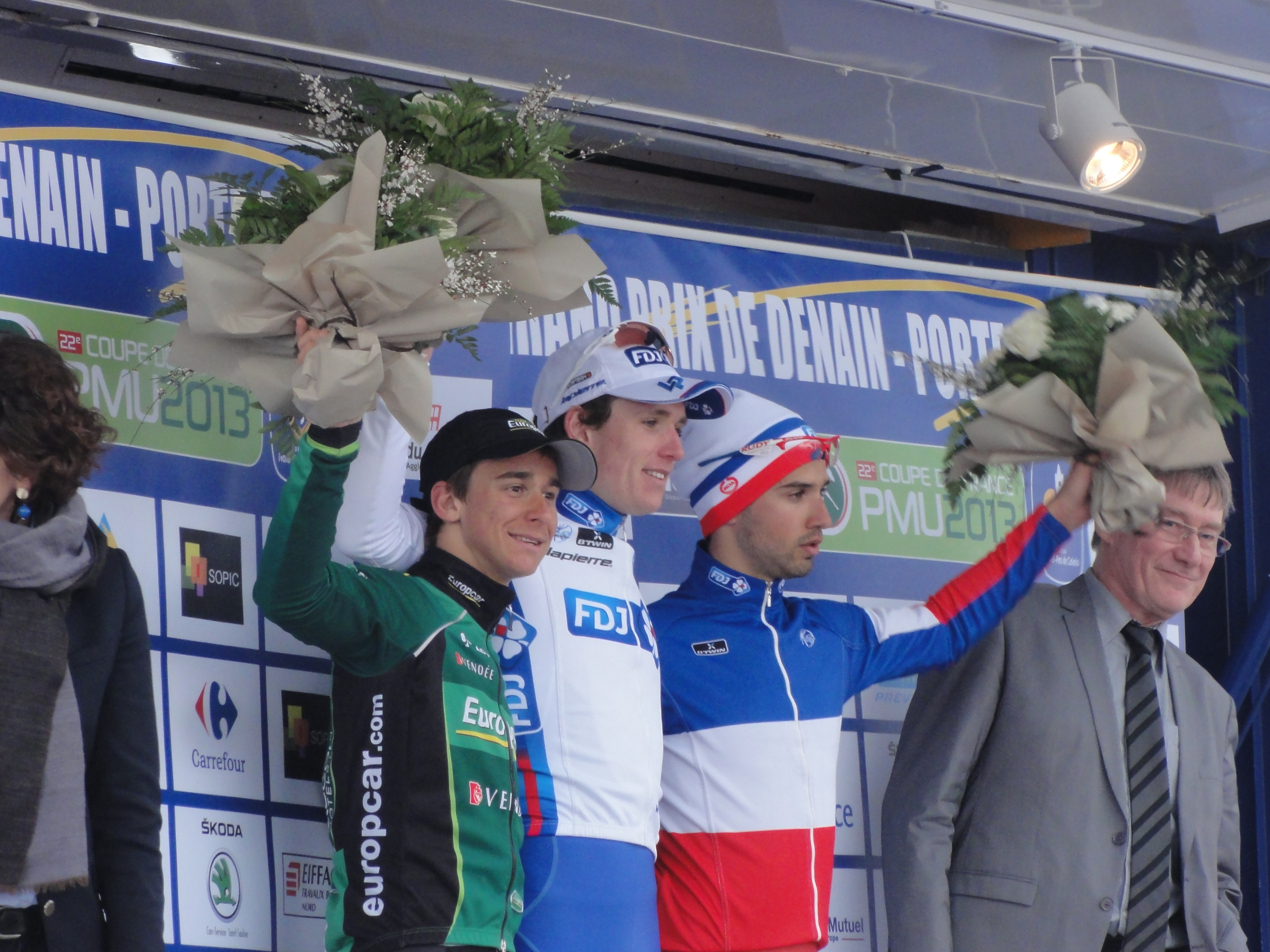
Bryan Coquard, Arnaud Démare et Nacer Bouhanni sur le podium.

|    | Coureur           | Équipe                  |    | Temps           |
| -- | ----------------- | ----------------------- | -- | --------------- |
| 1  | Arnaud Démare     | FDJ                     | en | 4 h 55 min 35 s |
| 2  | Bryan Coquard     | Europcar                | +  | m.t             |
| 3  | Nacer Bouhanni    | FDJ                     |    | m.t             |
| 4  | Benoît Drujon     | BigMat-Auber 93         |    | m.t             |
| 5  | Takashi Miyazawa  | Saxo-Tinkoff            |    | m.t             |
| 6  | Adrien Petit      | Cofidis                 |    | m.t             |
| 7  | Julien Duval      | Roubaix Lille Métropole |    | m.t             |
| 8  | Danilo Napolitano | Accent Jobs-Wanty       |    | m.t             |
| 9  | Barry Markus      | Vacansoleil-DCM         |    | m.t             |
| 10 | Benjamin Giraud   | La Pomme Marseille      |    | m.t             |

## Liste des participants

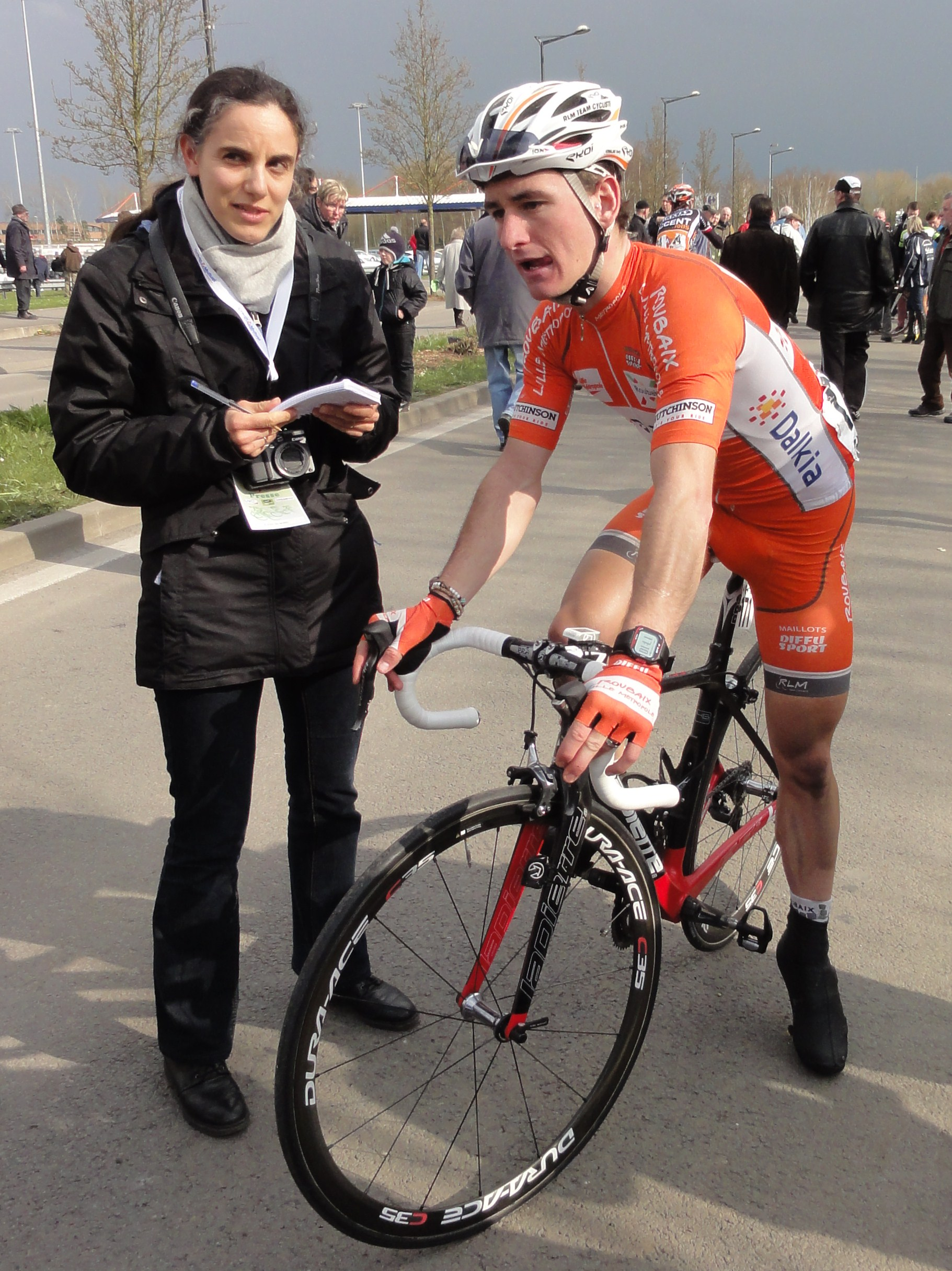
Rudy Kowalski est longtemps resté dans l'échappée.

| Légende | Légende                                                            | Légende | Légende                                          |
| ------- | ------------------------------------------------------------------ | ------- | ------------------------------------------------ |
| Num     | Dossard de départ porté par le coureur sur ce Grand Prix de Denain | Pos     | Position à l'arrivée de la course                |
| NP      | Indique un coureur qui n'a pas pris le départ de la course         | AB      | Indique un coureur qui n'a pas terminé la course |
| HD      | Indique un coureur qui a terminé la course hors des délais         |         |                                                  |

| Saxo-Tinkoff TST | Saxo-Tinkoff TST           | Saxo-Tinkoff TST |
| ---------------- | -------------------------- | ---------------- |
| Num              | Coureur                    | Pos              |
| 1                | Nicki Sørensen (DEN)       |                  |
| 2                | Jonathan Cantwell (AUS)    |                  |
| 3                | Jonas Aaen Jørgensen (DEN) |                  |
| 4                | Karsten Kroon (NED)        |                  |
| 5                | Marko Kump (SLO)           |                  |
| 6                | Jay McCarthy (AUS)         |                  |
| 7                | Takashi Miyazawa (JPN)     |                  |

| AG2R La Mondiale ALM | AG2R La Mondiale ALM     | AG2R La Mondiale ALM |
| -------------------- | ------------------------ | -------------------- |
| Num                  | Coureur                  | Pos                  |
| 11                   | Yauheni Hutarovich (BLR) |                      |
| 12                   | Gediminas Bagdonas (LTU) |                      |
| 13                   | Steve Chainel (FRA)      |                      |
| 14                   | John Gadret (FRA)        |                      |
| 15                   | Hugo Houle (CAN)         |                      |
| 16                   | Valentin Iglinskiy (KAZ) |                      |
| 17                   | Julian Kern (GER)        |                      |
| 18                   | Lloyd Mondory (FRA)      |                      |

| Cannondale CAN | Cannondale CAN              | Cannondale CAN |
| -------------- | --------------------------- | -------------- |
| Num            | Coureur                     | Pos            |
| 21             | Peter Sagan (SVK)           |                |
| 22             | Stefano Agostini (ITA)      |                |
| 23             | Guillaume Boivin (CAN)      |                |
| 24             | Damiano Caruso (ITA)        |                |
| 25             | Tiziano Dall'Antonia (ITA)  |                |
| 26             | Lucas Sebastián Haedo (ARG) |                |
| 27             | Ted King (USA)              |                |
| 28             | Moreno Moser (ITA)          |                |

| Euskaltel Euskadi EUS | Euskaltel Euskadi EUS       | Euskaltel Euskadi EUS |
| --------------------- | --------------------------- | --------------------- |
| Num                   | Coureur                     | Pos                   |
| 31                    | Steffen Radochla (GER)      |                       |
| 32                    | Jon Aberasturi (ESP)        |                       |
| 33                    | Peio Bilbao (ESP)           |                       |
| 34                    | Ricardo García Ambroa (ESP) |                       |
| 35                    | Juan José Oroz (ESP)        |                       |
| 36                    | Adrián Sáez (ESP)           |                       |
| 37                    | André Schulze (GER)         |                       |
| 38                    | Ioánnis Tamourídis (GRE)    |                       |

| FDJ | FDJ                     | FDJ |
| --- | ----------------------- | --- |
| Num | Coureur                 | Pos |
| 41  | William Bonnet (FRA)    |     |
| 42  | Nacer Bouhanni (FRA)    |     |
| 43  | Arnaud Courteille (FRA) |     |
| 44  | Mickaël Delage (FRA)    |     |
| 45  | Arnaud Démare (FRA)     |     |
| 46  | Murilo Fischer (BRA)    |     |
| 47  | Dominique Rollin (CAN)  |     |
| 48  | Geoffrey Soupe (FRA)    |     |

| Vacansoleil-DCM VCD | Vacansoleil-DCM VCD    | Vacansoleil-DCM VCD |
| ------------------- | ---------------------- | ------------------- |
| Num                 | Coureur                | Pos                 |
| 51                  | Romain Feillu (FRA)    |                     |
| 52                  | Grega Bole (SLO)       |                     |
| 53                  | Martijn Keizer (NED)   |                     |
| 54                  | Wesley Kreder (NED)    |                     |
| 55                  | Marco Marcato (ITA)    |                     |
| 56                  | Barry Markus (NED)     |                     |
| 57                  | Wouter Mol (NED)       |                     |
| 58                  | Kenny van Hummel (NED) |                     |

| Accent Jobs-Wanty AJW | Accent Jobs-Wanty AJW   | Accent Jobs-Wanty AJW |
| --------------------- | ----------------------- | --------------------- |
| Num                   | Coureur                 | Pos                   |
| 61                    | Danilo Napolitano (ITA) |                       |
| 62                    | Steven Caethoven (BEL)  |                       |
| 63                    | Tim De Troyer (BEL)     |                       |
| 64                    | Thomas Degand (BEL)     |                       |
| 65                    | Grégory Habeaux (BEL)   |                       |
| 66                    | Staf Scheirlinckx (BEL) |                       |
| 67                    | Stefan van Dijk (NED)   |                       |
| 68                    | Nicolas Vogondy (FRA)   |                       |

| Bretagne-Séché Environnement BSE | Bretagne-Séché Environnement BSE | Bretagne-Séché Environnement BSE |
| -------------------------------- | -------------------------------- | -------------------------------- |
| Num                              | Coureur                          | Pos                              |
| 71                               | Clément Koretzky (FRA)           |                                  |
| 72                               | Erwann Corbel (FRA)              |                                  |
| 73                               | Jean-Luc Delpech (FRA)           |                                  |
| 74                               | Benoît Jarrier (FRA)             |                                  |
| 75                               | Vegard Stake Laengen (NOR)       |                                  |
| 76                               | Benjamin Le Montagner (FRA)      |                                  |
| 77                               | Gaël Malacarne (FRA)             |                                  |
| 78                               | Florian Vachon (FRA)             |                                  |

| Cofidis COF | Cofidis COF             | Cofidis COF |
| ----------- | ----------------------- | ----------- |
| Num         | Coureur                 | Pos         |
| 81          | Adrien Petit (FRA)      |             |
| 82          | Cyril Bessy (FRA)       |             |
| 83          | Jan Ghyselinck (BEL)    |             |
| 84          | Romain Hardy (FRA)      |             |
| 85          | Gert Jõeäär (EST)       |             |
| 86          | Arnaud Labbe (FRA)      |             |
| 87          | Stéphane Poulhiès (FRA) |             |
| 88          | Tristan Valentin (FRA)  |             |

| Crelan-Euphony CRE | Crelan-Euphony CRE        | Crelan-Euphony CRE |
| ------------------ | ------------------------- | ------------------ |
| Num                | Coureur                   | Pos                |
| 91                 | Frédéric Amorison (BEL)   |                    |
| 92                 | Jonathan Breyne (BEL)     |                    |
| 93                 | Kevin Claeys (BEL)        |                    |
| 94                 | Kevin Peeters (BEL)       |                    |
| 95                 | Baptiste Planckaert (BEL) |                    |
| 96                 | Joeri Stallaert (BEL)     |                    |
| 97                 | Stijn Steels (BEL)        |                    |
| 98                 | Pieter Van Herck (BEL)    |                    |

| IAM | IAM                      | IAM |
| --- | ------------------------ | --- |
| Num | Coureur                  | Pos |
| 101 | Pirmin Lang (SUI)        |     |
| 102 | Marcel Aregger (SUI)     |     |
| 103 | Jonathan Fumeaux (SUI)   |     |
| 104 | Kristof Goddaert (BEL)   |     |
| 105 | Reto Hollenstein (SUI)   |     |
| 106 | Matteo Pelucchi (ITA)    |     |
| 107 | Alexandr Pliuschin (MDA) |     |
| 108 | Patrick Schelling (SUI)  |     |

| Sojasun SOJ | Sojasun SOJ               | Sojasun SOJ |
| ----------- | ------------------------- | ----------- |
| Num         | Coureur                   | Pos         |
| 111         | Jimmy Engoulvent (FRA)    |             |
| 112         | Maxime Daniel (FRA)       |             |
| 113         | Christophe Laborie (FRA)  |             |
| 114         | Cyril Lemoine (FRA)       |             |
| 115         | Rony Martias (FRA)        |             |
| 116         | Jean-Lou Paiani (FRA)     |             |
| 117         | Evaldas Šiškevičius (LTU) |             |
| 118         | Étienne Tortelier (FRA)   |             |

| Europcar EUC | Europcar EUC             | Europcar EUC |
| ------------ | ------------------------ | ------------ |
| Num          | Coureur                  | Pos          |
| 121          | Thomas Voeckler (FRA)    |              |
| 122          | Yukiya Arashiro (JPN)    |              |
| 123          | Sébastien Chavanel (FRA) |              |
| 124          | Bryan Coquard (FRA)      |              |
| 125          | Yohann Gène (FRA)        |              |
| 126          | Morgan Lamoisson (FRA)   |              |
| 127          | Davide Malacarne (ITA)   |              |
| 128          | Kévin Réza (FRA)         |              |

| Topsport Vlaanderen-Baloise TSV | Topsport Vlaanderen-Baloise TSV | Topsport Vlaanderen-Baloise TSV |
| ------------------------------- | ------------------------------- | ------------------------------- |
| Num                             | Coureur                         | Pos                             |
| 131                             | Michael Van Staeyen (BEL)       |                                 |
| 132                             | Dominique Cornu (BEL)           |                                 |
| 133                             | Jasper De Buyst (BEL)           |                                 |
| 134                             | Tim Declercq (BEL)              |                                 |
| 135                             | Yves Lampaert (BEL)             |                                 |
| 136                             | Tim Mertens (BEL)               |                                 |
| 137                             | Stijn Neirynck (BEL)            |                                 |
| 138                             | Kenneth Vanbilsen (BEL)         |                                 |

| Vini Fantini-Selle Italia VIN | Vini Fantini-Selle Italia VIN | Vini Fantini-Selle Italia VIN |
| ----------------------------- | ----------------------------- | ----------------------------- |
| Num                           | Coureur                       | Pos                           |
| 141                           | Mattia Pozzo (ITA)            |                               |
| 142                           | Stefano Borchi (ITA)          |                               |
| 143                           | Pierpaolo De Negri (ITA)      |                               |
| 144                           | Roberto De Patre (ITA)        |                               |
| 145                           | Kevin Hulsmans (BEL)          |                               |
| 146                           | Michele Merlo (ITA)           |                               |
| 147                           | Junya Sano (JPN)              |                               |
| 148                           | Fabio Taborre (ITA)           |                               |

| BigMat-Auber 93 BIG | BigMat-Auber 93 BIG       | BigMat-Auber 93 BIG |
| ------------------- | ------------------------- | ------------------- |
| Num                 | Coureur                   | Pos                 |
| 151                 | Fabien Bacquet (FRA)      |                     |
| 152                 | Romain Bacon (FRA)        |                     |
| 153                 | Nicolas Bazin (FRA)       |                     |
| 154                 | Flavien Dassonville (FRA) |                     |
| 155                 | Benoît Drujon (FRA)       |                     |
| 156                 | Mathieu Drujon (FRA)      |                     |
| 157                 | Steven Tronet (FRA)       |                     |
| 158                 | Théo Vimpère (FRA)        |                     |

| La Pomme Marseille LPM | La Pomme Marseille LPM   | La Pomme Marseille LPM |
| ---------------------- | ------------------------ | ---------------------- |
| Num                    | Coureur                  | Pos                    |
| 161                    | Justin Jules (FRA)       |                        |
| 162                    | Robert Bush (USA)        |                        |
| 163                    | Benjamin Giraud (FRA)    |                        |
| 164                    | Yannick Martinez (FRA)   |                        |
| 165                    | Yoann Paillot (FRA)      |                        |
| 166                    | Thomas Rostollan (FRA)   |                        |
| 167                    | Grégoire Tarride (FRA)   |                        |
| 168                    | Thomas Vaubourzeix (FRA) |                        |

| Roubaix Lille Métropole RLM | Roubaix Lille Métropole RLM | Roubaix Lille Métropole RLM |
| --------------------------- | --------------------------- | --------------------------- |
| Num                         | Coureur                     | Pos                         |
| 171                         | Rudy Kowalski (FRA)         |                             |
| 172                         | Matthieu Boulo (FRA)        |                             |
| 173                         | Loïc Desriac (FRA)          |                             |
| 174                         | Julien Duval (FRA)          |                             |
| 175                         | Morgan Kneisky (FRA)        |                             |
| 176                         | Kévin Lalouette (FRA)       |                             |
| 177                         | Maxime Le Montagner (FRA)   |                             |
| 178                         | Cyrille Patoux (FRA)        |                             |

| Colba-Superano Ham CMD | Colba-Superano Ham CMD    | Colba-Superano Ham CMD |
| ---------------------- | ------------------------- | ---------------------- |
| Num                    | Coureur                   | Pos                    |
| 181                    | Denis Flahaut (FRA)       |                        |
| 182                    | Victor Fobert (FRA)       |                        |
| 183                    | Jurgen François (BEL)     |                        |
| 184                    | Sven Jodts (BEL)          |                        |
| 185                    | Aron Kremer (NED)         |                        |
| 186                    | Clément Lhotellerie (FRA) |                        |
| 187                    | James Mowatt (AUS)        |                        |
| 188                    | Quentin Tanis (FRA)       |                        |